# Gelbgebänderter Baumsteiger
Der Gelbgebänderte Baumsteiger (Dendrobates leucomelas) ist eine Art in der Gattung Baumsteiger (Dendrobates) und gehört zur Familie der Baumsteigerfrösche (Dendrobatidae).

## Merkmale
Der tagaktive Frosch wird zwischen drei und vier Zentimeter groß, wobei die Männchen meist etwas kleiner bleiben. Er besitzt eine schwarze Grundfärbung mit zwei breiten gelben Querbändern, die über den Rücken und die Vordergliedmaßen einerseits und über den Rücken und die Beine andererseits verlaufen. Diese Bänder weisen viele schwarze Flecken oder Punkte auf. Auch der Kopf ist oberseits gelb mit einem breiten, schwarzen Fleck, die Kehle ist schwarz. Zwischen den Geschlechtern gibt es nur wenig Unterschied, die Weibchen werden jedoch meist größer als die Männchen.

### Farbmorphen und Varietäten
Verschiedene Farbmorphen sind bekannt, die neben der hellgelben Farbe auch orange-gelbe oder grün-gelbe Zeichnungen aufweisen. Es gibt neben gebänderten auch genetzte Varietäten. Eine Varietät aus Guyana zeigt mehr Gelb und weist in den gelben Bändern keine oder nur wenige schwarze Flecken auf.

### Ähnliche Arten
Der Polymorphismus ist jedoch beim Gelbgebänderten Baumsteiger trotz des großen Verbreitungsgebietes im Norden Südamerikas geringer ausgeprägt als bei den beiden verwandten Arten, dem Färberfrosch (Dendrobates tinctorius) und dem Goldbaumsteiger (Dendrobates auratus). Der Färberfrosch zeigt zwar ebenfalls oft eine gelb-schwarze Längsstreifung, die Beine sind jedoch meist blau genetzt. Der Goldbaumsteiger hat ebenfalls eine gelbe Farbmorphe, diese hat eine großflächige gelbe Zeichnung, die sich aber meist auf den Rücken beschränkt.  Die beiden Arten lassen sich mit dem Goldgelben Baumsteiger zwar kreuzen, die Hybriden sind jedoch unfruchtbar.
Der Gelbgebänderte Baumsteiger ähnelt in der gelb-schwarzen Zeichnung auch dem Harlekin-Baumsteiger.
Unterschiede gibt es aber im Verhalten der beiden Arten. Beim Gelbgebänderten Baumsteiger übernehmen wie beim Färberfrosch und dem Goldbaumsteiger die Männchen die Brutpflege und den Transport der Larven zu den Gewässern, beim Harlekin-Baumsteiger sind es die Weibchen.

## Verbreitung
Seine Heimat sind hauptsächlich die Regenwälder in Venezuela, Kolumbien und Guyana. In Venezuela lebt er im Einzugsgebiet der Zuflüsse südlich des Orinoco in den Bundesstaaten Bolívar und Amazonas. Östlich reicht das Verbreitungsgebiet bis zum Essequibo in Guyana, südlich bis in den äußersten Norden Brasiliens und westlich bis an die Zuflüsse des Amazonas in Kolumbien. Er lebt im feuchten, bewaldeten Tiefland bis in Höhen von fast 800 Metern über dem Meeresspiegel.

## Lebensweise
Der Gelbgebänderte Baumsteiger bewohnt hauptsächlich den Boden im feuchten Laub und unter umgestürzten Bäumen. Er steigt nur manchmal, speziell aber zur Fortpflanzungszeit, auf Bäume.

### Nahrung
Die Nahrung des Gelbgebänderten Baumsteigers besteht in der Natur aus 50 % bis zu 75 % Ameisen, aber auch aus anderen Insekten und Milben. Die Frösche jagen tagsüber agil nach den Beutetieren. In der Haltung im Aquaterrarium spielen heimische Ameisenarten jedoch keine Rolle, sie werden wegen der Ameisensäure, die sie zur Abwehr versprühen, verschmäht.
Die Larven des Gelbgebänderten Baumsteigers ernähren sich in ihrem natürlichen Lebensraum je nach Entwicklungsstadium von Detritus, später von Insektenlarven, die sich in den temporären Gewässern entwickeln. In der Aufzucht im Aquaterrarium nehmen sie auch Zierfischtrockenfutter an.

### Territorialverhalten
Die Frösche leben in einem Territorium, das sie vor Eindringlingen derselben Art schützen. Es gibt Revierkämpfe zwischen den Männchen, aber auch die Weibchen können sich gegeneinander aggressiv verhalten. Dabei kommt es zu Ringkämpfen, bei denen versucht wird, den Gegner zu Boden zu drücken, entweder mit den Vordergliedmaßen oder mit dem ganzen Körper. Dazu ertönt bei den Männchen oft ein zirpender Ruf aus der Schallblase.

### Fortpflanzung
Im Sommer, während der trockeneren Jahreszeit, legen die Frösche eine Ruhepause ein, die sie unter Wurzeln, umgestürzten Bäumen oder Steinen verbringen. Nach der Trockenzeit beginnen die Männchen des Gelbgebänderten Baumsteigers nach den Weibchen zu rufen. Dabei handelt es sich im Gegensatz zu den verwandten Baumsteigerfröschen, wie dem Färberfrosch und dem Goldbaumsteiger, die einen schnarrenden Ruf von sich geben, um ein charakteristisches Zirpen.
Das Weibchen folgt dem Männchen zu einer geeigneten Stelle, an der die Eier abgelegt werden können.
Nach der Eiablage an Land werden die etwa acht Eier durch das Männchen besamt. Nach dem Schlupf, der nach 15 bis 18 Tagen erfolgt, werden die Larven vom Männchen zum Wasser getragen. Dazu klettern die Männchen auf Bäume, wo sie die Kaulquappen einzeln in Phytotelmen wie wassergefüllten Bromelientrichtern und Baumhöhlungen ablegen. Danach endet die Brutpflege. Die Suche nach geeigneten temporären Gewässern, in denen der Nachwuchs für die gesamte Entwicklungszeit ausreichend Wasser und Nahrung vorfindet, und von Räubern unbehelligt bleibt, ist eine der großen Orientierungsleistungen dieser Frösche, die noch nicht ausreichend untersucht ist. Würden die Kaulquappen nicht voneinander getrennt, könnte es zu Kannibalismus kommen, bei dem die kräftigeren Larven die schwächeren fressen. Die Entwicklung zum Frosch ist nach 65 bis 75 Tagen abgeschlossen. Die Weibchen können mehrmals pro Jahr laichen und dabei an die 100 Eier legen.

## Gift

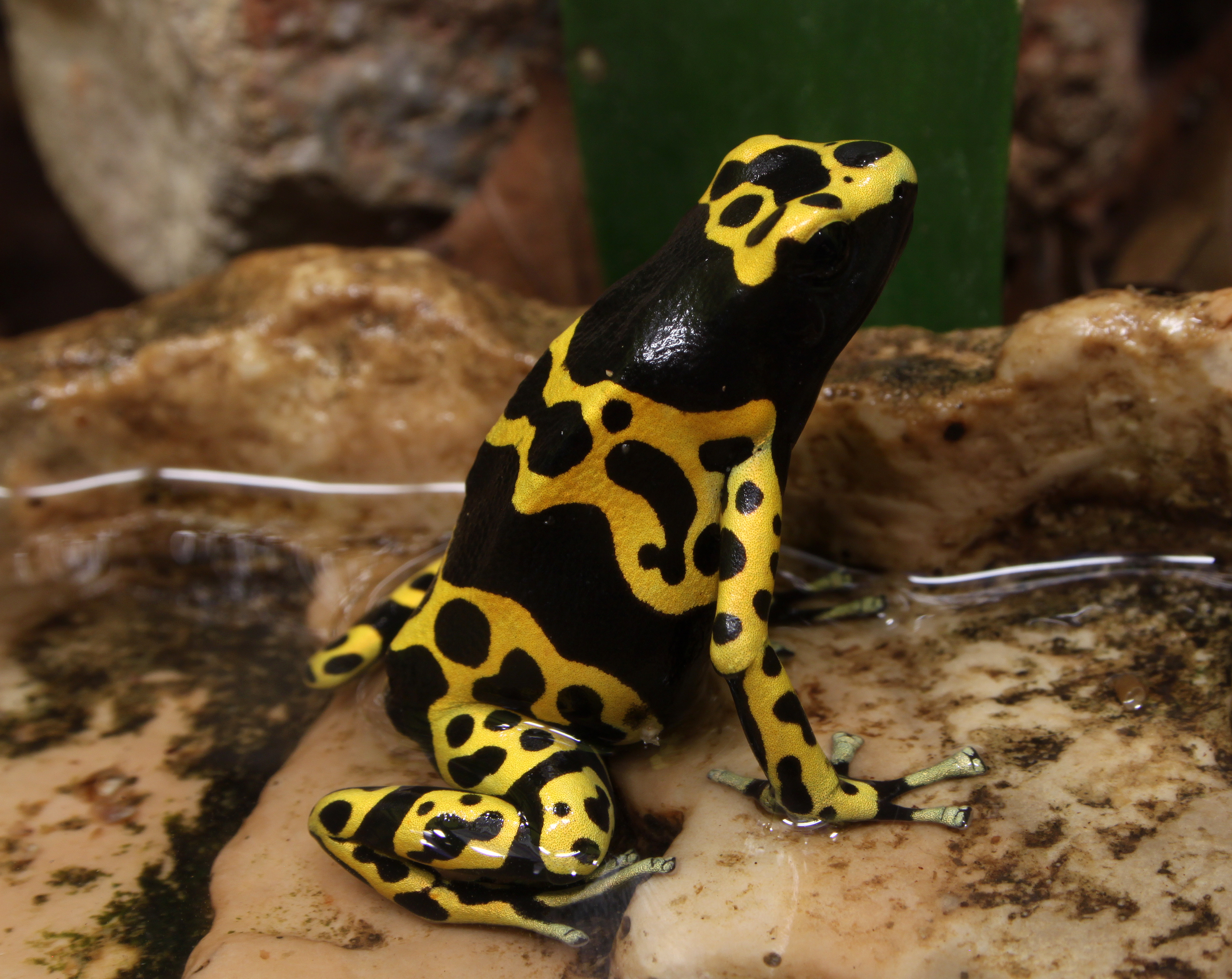
Gelbgebänderter Baumsteiger

Das hochgiftige Sekret, das der Frosch über spezielle Hautdrüsen aussondert, wehrt einerseits Pilze und Bakterien ab, die sich sonst auf der empfindlichen Froschhaut festsetzen (vergleiche auch: Chytridpilz) auf der anderen Seite schützt das Gift den Frosch vor Fressfeinden.  Seine leuchtende Signalfarbe warnt sie davor. Das Hautsekret wurde von Indianern als Pfeilgift bei der Jagd auf Wildtiere verwendet. Deshalb werden diese und andere Vertreter der Baumsteigerfrösche auch als Pfeilgiftfrösche bezeichnet.
Die Batrachotoxine, giftige Alkaloide, die auf der Haut der Pfeilgiftfrösche wie dem Gelbgebänderten Baumsteiger gebildet werden, gehören zu den für Menschen tödlichen Giften. Durch die unverletzte Haut können sie nicht aufgenommen werden, geraten sie jedoch durch eine Wunde in die Blutbahn, wirken sie vor allem auf Nerven und Muskeln. Die Reizleitung wird unterbrochen und es treten Lähmungserscheinungen ein, die zum Tod führen können. Es ist nachgewiesen, dass Baumsteigerfrösche zur Bildung der Gifte bestimmte Nahrungskomponenten benötigen, die nur in ihrer natürlichen Umgebung vorkommen. Es wurden Zusammenhänge zwischen der Giftbildung und dem Anteil von Ameisen an der Nahrung der Frösche festgestellt. Auch Milben und Käfer werden als Lieferanten von Giftstoffen, die von den Fröschen weiter sequenziert werden können, vermutet.
Wildfänge verlieren nur langsam ihre Giftigkeit, wenn sie nicht mehr in ihrer natürlichen Umgebung leben und die gewohnte Nahrung zu sich nehmen. Daher ist es ratsam, im Handel darauf zu achten, dass es sich um Nachzuchten der Arten handelt. Dafür gibt es von den Verkäufern ausgestellte Herkunftsnachweise. Für die Haltung der Tiere besteht in Deutschland eine Meldepflicht nach der Bundesartenschutzverordnung (BArtSchVO).

## Haltung im Terrarium
Der Gelbgebänderte Baumsteiger ist neben anderen Baumsteigerfroscharten ein beliebtes Terrarientier. Gehalten werden diese Baumsteiger zumeist in Würfelterrarien mit einer Kantenlänge von 50 cm. Dabei handelt es sich jedoch um die Mindestgröße eines Paares. Eingerichtet werden diese Terrarien nach Vorlage des tropischen Regenwaldes mit Laubstreu, Wurzeln und einer üppigen Bepflanzung aus Bromelien, Moosen, Farnen und Ranken. Die Seitenwände werden innen oft mit Xaxim verkleidet, da es sich selber begrünt. Die nötige Luftfeuchtigkeit von über 80 % wird durch automatisierte Regendüsen oder durch tägliches Besprühen mit einer Handpumpe verwirklicht. Die für die Tiere und Pflanzen benötigte Beleuchtung aus Leuchtstoffröhren sorgt in der Regel für eine ausreichende Beheizung des Beckens von 25–30 °C.
Die Zucht erweist sich als schwierig, da die Nachkommen häufig an so genannten „Streichholzbeinchen“ erkranken. Dabei handelt es sich um unterentwickelte meist vordere Gliedmaßen. Als Ursache für diese Unterentwicklung wird die Summe ungünstiger Faktoren in der Haltung der Elterntiere, aber auch der Quappen gesehen. Besonders die einseitige Ernährung in Gefangenschaft wird als mögliche Ursache immer wieder diskutiert. Diese besteht in der Haustierhaltung meist nur aus Fruchtfliegen (Drosophila), Springschwänze (Collembola), Bohnenkäfer und Ofenfischchen. Die Quappenaufzucht wird häufig mit Flockenfischfutter vollzogen, welches das Wasser, in denen die Quappen leben, sehr schnell verdirbt.

## Bestand und Schutzstatus

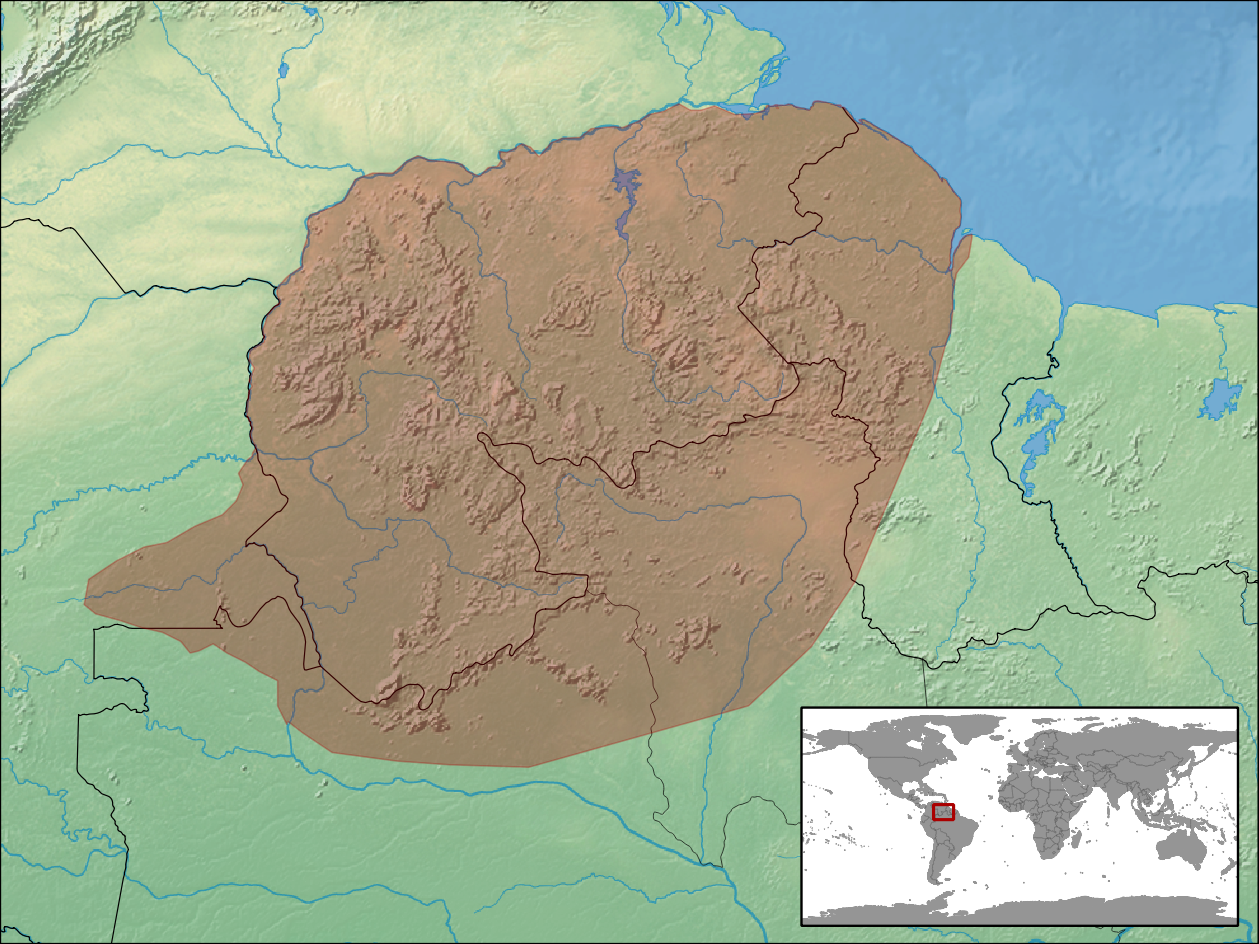
Verbreitungsgebiet nach IUCN

Im Verbreitungsgebiet des Gelbgebänderten Baumsteigers liegen auch einige Schutzgebiete südlich des Orinoco in Venezuela. Laut IUCN ist die Größe der Gesamtpopulation nicht bekannt, die Art gilt jedoch als häufig und wird daher als ungefährdet (least concern) betrachtet.
Der Gelbgebänderte Baumsteiger (Dendrobates leucomelas) wird im Anhang II des Washingtoner Artenschutzabkommens (CITES) gelistet bzw. im Anhang B der EU-ArtSchVO(EG). Dadurch wird die Aus- bzw. die Einfuhr von Wildfängen beschränkt.

## Forschungsgeschichte
Franz Steindachner beschrieb im Jahr 1864 den Gelbgebänderten Baumsteiger nach einem Exemplar aus Kolumbien, das im Naturhistorischen Museum in Wien verwahrt wurde und mit dem Namen Dendrobates leucomela beschriftet war. Er erkannte darin jedoch keine neue Art, sondern wies auf die Ähnlichkeit mit Phyllobates auratus hin, der heute als Dendrobates auratus (Goldbaumsteiger) zwar zur nächsten Verwandtschaft des Gelbgebänderten Baumsteigers zählt, aber als eigene Art anerkannt wird. Sowohl den Gelbgebänderten Baumsteiger als auch den Goldbaumsteiger sah Steindachner nur als Varietäten des Färberfroschs (Dendrobates tictorius) an. Ihre gelbe Signalfarbe beschrieb er als „gummigutgelb“.
Philip Arthur Silverstone befasste sich ein Jahrhundert später mit den Verwandtschaftsverhältnissen der Baumsteigerfrösche. Er erkannte aufgrund anatomischer und äußerer morphologischer Merkmale ebenfalls eine nahe Verwandtschaft der heute in der Unterfamilie Dendrobatinae vertretenen Arten wie Dendrobates auratus und Dendrobates tinctorius, stellte den Gelbgebänderten Baumsteiger jedoch wegen der Ähnlichkeit des schwarz-gelben Zeichnungsmusters mit dem Harlekin-Baumsteiger, damals unter dem wissenschaftlichen Namen Dendrobates histrionicus bekannt, in eine eigene Gruppe. Später stellte sich jedoch nach Molekulargenetische Untersuchungen heraus, dass die genetische Distanz der beiden Arten doch größer ist als ursprünglich gedacht. Der Harlekin-Baumsteiger wurde daher als Oophaga histrionica in die Gattung Oophaga gestellt.